# Partai Persatuan Tharikah Islam

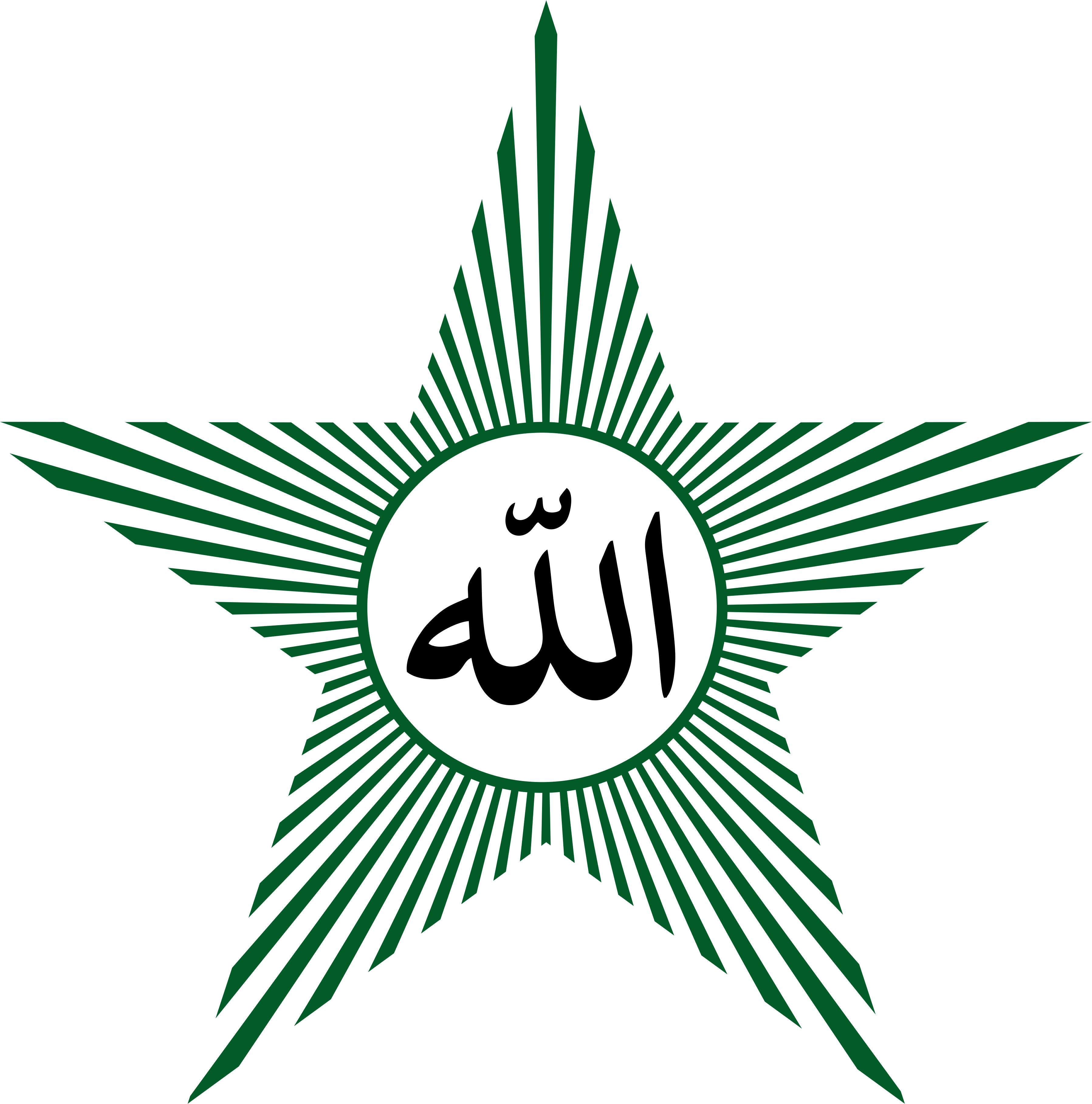
Partei-Logo

Die Partai Persatuan Tharikah Islam (Islamische Tharikah Einheitspartei, PPTI) war eine politische Partei in Indonesien. In der indonesischen Parlamentswahl 1955 erhielt sie lediglich 0,2 % der abgegebenen gültigen Stimmen, konnte aber dennoch einen Sitz gewinnen.